# استجابة البروتين غير المطوي
استجابة البروتين غير المطوي (UPR) هو نوع من أنواع الاستجابة الخلوية للاجهاد بالمتصلة الشبكة الإندوبلازمية. وهو الاستجابة للضغط أو الإجهاد للخلية ووجد بأنه محفوظ بين جميع أنواع الثدييات، وكذلك الخميرة والدودة الحية. تركز هذه المقالة بصورة عامة على استجابة الثدييات.